# Ропалије
Ропалије су посебни чулни органи сцифомедуза смештени на ободу звона у облику скраћених пипака, од којих су, тако се сматра и настале. У бази ропалије налазе се мирисна јама (удубљење) која је обложена чулним епителом. Свака ропалија садржи:
- статоцист и неколико очију које могу бити:
  - очне мрље
  - очне јаме
  - затворени очни мехурови.